# 馬來西亞高等教育文憑
马来西亚高级学校文凭（缩写：STPM），也称马来西亚高级教育文凭，俗称STPM，是一个拥有与国际GCE A-Level同等水平待遇的文凭。STPM由马来西亚考试委员会（马来文：Majlis Peperiksaan Malaysia，英文：Malaysian Examination Council）举办，马来西亚教育部与剑桥大学考试委员会共同监督。STPM是马来西亚的中六公共考试，也是马来西亚中学阶段最后一个统一考试。

## 简介
STPM的前身是「高级学校文凭」（Higher School Certificate，HSC），HSC是英国GCE A-Level考试的前称，同时也是澳洲部分州属的公共考试名称。STPM是由马来西亚考试委员会自1982年开始独立举办，剑桥大学考试委员会从旁监督和给予意见。马来西亚考试委员会也同时举办马来西亚大学英文水平鉴定考试（, MUET）。
马来西亚高级学校文凭（STPM）与马来西亚教育文凭（SPM）、中三评估（PT3）和小六检定考试（UPSR）不同的是，SPM、PT3和UPSR考试皆由马来西亚考试局（LPM）举办；而非举办STPM考试的马来西亚考试委员会（MPM）。但是，马来西亚考试局和马来西亚考试委员会皆隶属马来西亚教育部。

### 文凭认证
STPM与马来西亚大学预科班考试（Matriculation）是备受马来西亚国立大学首要认可的公共考试。而STPM则备受国内外大学的认可，并认定STPM为与国际GCE A-Level同一水准的考试。所以，STPM考生可透过本身的STPM成绩申请国内或国外著名的上等大学。普遍上，国内外大学都会要求STPM考生同时报考同样由马来西亚考试委员会举办的马来西亚大学英文水平鉴定考试（MUET）。
此外，每份STPM考卷的最后一页也会印有：
|  | Sijil Tinggi Persekolahan Malaysia (STPM) yang dikelokakan oleh Majlis Peperiksaan Malaysia (MPM) diiktiraf pada peringkat antarabangsa semenjak tahun 1982. |
汉译：马来西亚高级学校文凭（STPM）自1982年起由马来西亚考试委员会（MPM）举办，并受国际认可。

### 学期制考试
从2012年开始，STPM将会以学期制的考试（Modular System）制度来取代现有的期末考制度（Terminal System）。马来西亚考试委员会相信此项措施将会吸引更多的本地学生报考STPM。此外，剑桥大学考试委员会也会继续和从2012年开始从旁监督在新制度下的STPM考试。学期制考试制度，即一年半的中六课程被分成三个学期，每个学期末将继续考试。

## 中六
马来西亚教育是基于英国的教育系统所形成的，所以STPM完全衔接中学五年的教育，故被称为「中六」（Form 6）或「大学先修班」（Pre-university）。马来西亚教育部会选择合适的中学来开办中六课程。
中六课程被分为三个学期：第一学期（Semester 1）、第二学期（Semester 2）及第三学期（Semester 3）。每一学期为其半年，总共学习一年半。学生在完成中六教育后可直接报读学士（Degree）课程。
| 学期                   | 期间         | 时长  |
| ---------------------- | ------------ | ----- |
| 第一学期（Semester 1） | 每年5月—11月 | 6个月 |
| 第二学期（Semester 2） | 每年1月—5月  | 5个月 |
| 第三学期（Semester 3） | 每年6月—11月 | 5个月 |

由于受到2019冠状病毒病疫情的影响，2020年中六课程的第二和第三学期，以及2021年和2022年中六课程的第一、第二和第三学期被延后。

### 入学要求
所有欲想申请修读中六的学生都必须以马来西亚教育文凭（SPM）的成绩进行申请，其对SPM成绩的要求包括：
- 马来文考获良好等级（Credit）或以上。
- 历史科考获最低及格要求或以上。
- 至少考获不包括马来文在内的4个良好等级（Credit）。
- 不包括马来文与历史科在内最好的三个科目中的总和评级数值（Sum GPS）不可超过12分。[註 1]
- 在开课年时年龄介于17至20岁。

## 考试科目
在新制度下，考生可选考最多五个科目，包括普通常识科。虽然普通常识与必考科，但大部分考生必须选择报考此科目以符合本地国立大学的入学需求。此外，校本评估制度（英語：School-based assessment，简称：「SBA」）也会被纳入STPM的其中一项评分标准。根据马来西亚考试局的资料，SBA会占据各科总分的10%至40%，视乎不同科目而定。但是，重考生必须选择笔试以代替原有的校本评估项目。
以下将列出STPM所有供选考的科目。而由于STPM为大学预科考试，因此此考试并没有设置任何必考科目。但为了符合国内公立大学的入学要求，STPM考生都会报考「普通试卷」（Pengajian Am）和「马来西亚大学英语水平考试」（Malaysian University English Test，MUET）。

### 基本科目
| 代码 | 科目名称（马来文） | 科目名称（英文）                  | 科目名称（中文）             | 考试语言 |
| ---- | ------------------ | --------------------------------- | ---------------------------- | -------- |
| 800  | -                  | Malaysian University English Test | 马来西亚大学英文水平鉴定考试 | 英式英文 |
| 900  | Pengajian Am       | General Studies                   | 普通试卷 / 普通常识          | 马来文   |

### 语言与文学
| 代码 | 科目名称（马来文）                  | 科目名称（英文）               | 科目名称（中文） | 考试语言 |
| ---- | ----------------------------------- | ------------------------------ | ---------------- | -------- |
| 910  | Bahasa Melayu                       | Malay Language                 | 马来文           | 马来文   |
| 911  | Bahasa Cina （页面存档备份，存于）  | Chinese Language               | 华文             | 简体中文 |
| 912  | Bahasa Tamil （页面存档备份，存于） | Tamil Language                 | 淡米尔文         | 淡米尔文 |
| 913  | Bahasa Arab （页面存档备份，存于）  | Arabic Language                | 阿拉伯文         | 阿拉伯文 |
| 920  | Kesusasteraan Inggeris              | Literature in English          | 英文文学         | 英式英文 |
| 922  | Kesusasteraan Melayu Komunikatif    | Communicative Malay Literature | 马来文学 [a]     | 马来文   |

| a 前身为 "Kesusasteraan Melayu (Malay Literature)"，此科目因学期制考试改革而被更名为"Kesusasteraan Melayu Komunikatif (Communicative Malay Literature)"。 |

### 社会科学与宗教研究
| 代码 | 科目名称（马来文） | 科目名称（英文）         | 科目名称（中文） | 考试语言 |
| ---- | ------------------ | ------------------------ | ---------------- | -------- |
| 930  | Syariah            | Islamic Law / Sharia Law | 伊斯兰教法       | 马来文   |
| 931  | Usuluddin          | Islamic Theology         | 伊斯兰神学       | 马来文   |
| 940  | Sejarah            | History                  | 历史             | 马来文   |
| 942  | Geografi           | Geography                | 地理             | 马来文   |

### 商业与经济
| 代码 | 科目名称（马来文）   | 科目名称（英文） | 科目名称（中文） | 考试语言 |
| ---- | -------------------- | ---------------- | ---------------- | -------- |
| 944  | Ekonomi              | Economics        | 经济学           | 马来文   |
| 946  | Pengajian Perniagaan | Business Studies | 商业学           | 马来文   |
| 948  | Perakaunan           | Accounting       | 会计学           | 马来文   |

### 科学与数学
| 代码 | 科目名称（马来文）                | 科目名称（英文）                          | 科目名称（中文） | 考试语言     |
| ---- | --------------------------------- | ----------------------------------------- | ---------------- | ------------ |
| 950  | Matematik M                       | Mathematics M                             | 数学M [a]        | 英文与马来文 |
| 954  | Matematik T                       | Mathematics T                             | 数学T [b]        | 英文与马来文 |
| 958  | Teknologi Maklumat dan Komunikasi | Information And Communications Technology | 资讯科技 [c]     | 英文与马来文 |
| 960  | Fizik                             | Physics                                   | 物理             | 英文与马来文 |
| 962  | Kimia                             | Chemistry                                 | 化学             | 英文与马来文 |
| 964  | Biologi                           | Biology                                   | 生物             | 英文与马来文 |

| a 不可以同时报考数学T。                                      |
| b 不可以同时报考数学M。                                      |
| c 前身为"Computing"。此科目因学期制考试改革而被更名为"ICT"。 |

### 美学艺术与运动科学
| 代码 | 科目名称（马来文） | 科目名称（英文） | 科目名称（中文）    | 考试语言 |
| ---- | ------------------ | ---------------- | ------------------- | -------- |
| 966  | Sains Sukan        | Sports Science   | 运动科学 / 体育科学 | 马来文   |
| 970  | Seni Visual        | Visual Arts      | 视觉艺术 / 美术     | 马来文   |

## 成绩计算机制
STPM采用累计平均绩点（Cumulative Grade Point Average，CGPA）来计算考生的成绩。考生的成绩也会根据11个等级进行评级，分别是A、A-、B+、B、B-、C+、C、C-、D+、D，而F等级为不及格。对应的各科平均绩点则依等级降序从最高的4.0至最低的1.0，考获F等级的考生不获任何绩点，即0.0分。
| 各卷等级 | 科目等级 | 科目平均绩点（CGPA） | 分数 (%) | 等级                     |
| -------- | -------- | -------------------- | -------- | ------------------------ |
| A        | A        | 4.00                 | 80 - 100 | 及格（Principal Pass）   |
| A-       | A-       | 3.67                 | 70 -79   | 及格（Principal Pass）   |
| B+       | B+       | 3.33                 | 60 - 69  | 及格（Principal Pass）   |
| B        | B        | 3.00                 | 55 - 59  | 及格（Principal Pass）   |
| B-       | B-       | 2.67                 | 50 - 54  | 及格（Principal Pass）   |
| C+       | C+       | 2.33                 | 45 - 49  | 及格（Principal Pass）   |
| C        | C        | 2.00                 | 40 - 44  | 及格（Principal Pass）   |
| C-       | C-       | 1.67                 | 35 - 39  | 部分及格（Partial Pass） |
| D+       | D+       | 1.33                 | 30 - 34  | 部分及格（Partial Pass） |
| D        | D        | 1.00                 | 25 - 29  | 部分及格（Partial Pass） |
| F        | F        | 0.00                 | 0 - 25   | 不及格（Failed）         |

每个科目须考获至少C等级（绩点：2.00）才算及格，D至C-等级则被定义为“部分及格”。不过，马来西亚部分私立大学的等级评核标准稍有区别，比如拉曼大学将“部分及格”对应的等级设于D至C之间，而非原来的C-。
考生成绩将列印在官方成绩单及其后正式印发的文凭。所有等级和绩点会按照该届考生的整体表现进行不同程度的调整。无论报考科数，累计平均绩点都是基于绩点最高的四个科目进行运算，精确到小数点后的两个位数。举个例子，若某考生报考5个科目，其中4个科目全获A等，一科获F等，则排除不及格的等级，其CGPA仍是4.0满分。